# Trinity College (Cambridge)
Het Trinity College is een college behorend bij de Universiteit van Cambridge. Het heeft het grootste aantal undergraduate studenten van alle Cambridge colleges (ca. 700 in 2024). Trinity is een van de 'Big Three' colleges, samen met King's en St John's (waarmee het een bekende rivaliteit heeft). Deze colleges krijgen jaarlijks doorgaans de meeste aanmeldingen en zijn het populairst onder toeristen. 
Bij de herkomst van studenten is de verhouding openbare school ten opzichte van privéschool ongeveer 2:3.

## Geschiedenis
Het college werd opgericht in 1546 door Hendrik VIII van Engeland. Het college ontstond uit een fusie van twee oudere colleges: Michaelhouse en King’s Hall. Rond de tijd dat het college werd opgericht, was Henry VIII druk bezig landerijen afhandig te maken van kerken en kloosters. Daar de Universiteit van Cambridge een katholieke instelling was, werd gedacht dat deze ook zou volgen. De universiteit kon echter Henry’s zesde vrouw, Catharina Parr, zover krijgen dat ze haar man overhaalde de universiteit niet te sluiten.
De meeste gebouwen van het Trinity College dateren uit de 16e en 17e eeuw. Thomas Nevile, die in 1593 een Master of Trinity werd, herontwierp veel van deze gebouwen.
In de 20e eeuw was het Trinity College een van de primaire locaties waar leden voor de Cambridge Apostles werden gerekruteerd.

## Noemenswaardige alumni
Trinity heeft een groot aantal noemenswaardige alumni voortgebracht, waaronder 33 Nobelprijswinnaars:
| Naam                      | Categorie        | Jaar |
| ------------------------- | ---------------- | ---- |
| John William Strutt       | Natuurkunde      | 1904 |
| Harry Ricardo             | Civiele techniek | 1906 |
| Joseph John Thomson       | Natuurkunde      | 1906 |
| Ernest Rutherford         | Scheikunde       | 1908 |
| William Bragg             | Natuurkunde      | 1915 |
| Lawrence Bragg            | Natuurkunde      | 1915 |
| Charles Glover Barkla     | Natuurkunde      | 1917 |
| Niels Bohr                | Natuurkunde      | 1922 |
| Francis Aston             | Scheikunde       | 1922 |
| Archibald V. Hill         | Geneeskunde      | 1922 |
| Austen Chamberlain        | Vrede            | 1925 |
| Owen Willans Richardson   | Natuurkunde      | 1928 |
| Frederick Hopkins         | Geneeskunde      | 1929 |
| Edgar Douglas Adrian      | Geneeskunde      | 1932 |
| Henry Hallett Dale        | Geneeskunde      | 1936 |
| George Paget Thomson      | Natuurkunde      | 1937 |
| Bertrand Russell          | Literatuur       | 1950 |
| Ernest Walton             | Natuurkunde      | 1951 |
| Richard Synge             | Scheikunde       | 1952 |
| John Kendrew              | Scheikunde       | 1962 |
| Alan Lloyd Hodgkin        | Geneeskunde      | 1963 |
| Andrew Huxley             | Geneeskunde      | 1963 |
| Brian David Josephson     | Natuurkunde      | 1973 |
| Martin Ryle               | Natuurkunde      | 1974 |
| James Meade               | Economie         | 1977 |
| Pjotr Kapitsa             | Natuurkunde      | 1978 |
| Walter Gilbert            | Scheikunde       | 1980 |
| Aaron Klug                | Scheikunde       | 1982 |
| Subramanyan Chandrasekhar | Natuurkunde      | 1983 |
| James Mirrlees            | Economie         | 1996 |
| John Pople                | Scheikunde       | 1998 |
| Amartya Sen               | Economie         | 1998 |
| Venkatraman Ramakrishnan  | Scheikunde       | 2009 |
| Gregory Winter            | Scheikunde       | 2018 |

Enkele leden van de Britse koninklijke familie hebben gestudeerd aan Trinity College, onder wie Eduard VII, George VI, prins Hendrik, Willem Frederik van Gloucester en Charles III. 